# Korinna (krój pisma)
Korinna – dwuelementowy szeryfowy krój pisma zaprojektowany w berlińskiej odlewni czcionek H. Berthold A.G. w latach 1904–1912. Nazwa pochodzi od imienia starogreckiej poetki Korynny (VI wiek p.n.e.).

## Charakterystyka

Współczesny font ITC Korinna autorstwa Edwarda Benguiata i Victora Caruso zaprojektowany w 1974 roku, bazujący na kroju Korinna (1904–1912)

Krój ma wersję łacińską i słowiańską. W Polsce odlewano go w giserni Stanisława Jeżyńskiego, a odmiany zwykłą i półgrubą także w Odlewni Czcionek Grafmasz w Warszawie. W 1974 roku dwaj projektanci firmy International Typeface Corporation (ITC), Edward Benguiat i Victor Caruso, przygotowali wersję elektroniczną kroju pisma, który funkcjonuje obecnie pod nazwą ITC Korinna i jest dostępny w wielu odmianach.
Pismo zostało zaprojektowane pod wpływem secesji. W wersji ITC Korinna zmieniono jednak częściowo charakter kroju, m.in. zwiększając wysokość x, dzięki czemu jest on dostosowany do współczesnych wymogów czytelności.

## Zastosowanie
ITC Korinna jest krojem o wysokiej czytelności między innymi dzięki dużej wysokości x oraz wyraźnym (ale nie dominującym) szeryfom. Może być stosowana w nagłówkach, jako krój akcydensowy, ale także jako krój dziełowy lub ekranowy.
Kroju Korinna używano m.in. w tekstach na planszach filmowych w kinie niemym. Font ITC Korinna wykorzystano m.in. w logo japońskiego wydawcy i dystrybutora gier komputerowych, firmy Capcom, a także w amerykańskim teleturnieju Jeopardy! w odsłonie emitowanej od 1984 roku. Od 2008 używana jest przez kilka zagranicznych wersji tego teleturnieju na podstawie umowy właściciela programu Sony Pictures Television, w tym Va banque – polską wersję z 2020 roku.